# Diadegma tenuipes
Diadegma tenuipes là một loài tò vò trong họ Ichneumonidae.